# Lynx Peak
Der Lynx Peak ist ein markanter, 1063 m hoher und dreiseitiger Berg an der Danco-Küste des Grahamlands im Norden der Antarktischen Halbinsel. Er ragt östlich des Charles Point an der Südflanke des Sikorski-Gletschers auf.
Das UK Antarctic Place-Names Committee benannte ihn 2013. Namensgeber sind Hubschrauber des Typs Westland Lynx, der von 1987 bis 2008 bei Luftlandeoperationen des British Antarctic Survey von der Endurance und deren Nachfolgerin zum Einsatz gekommen war.